# 컷 패스트볼

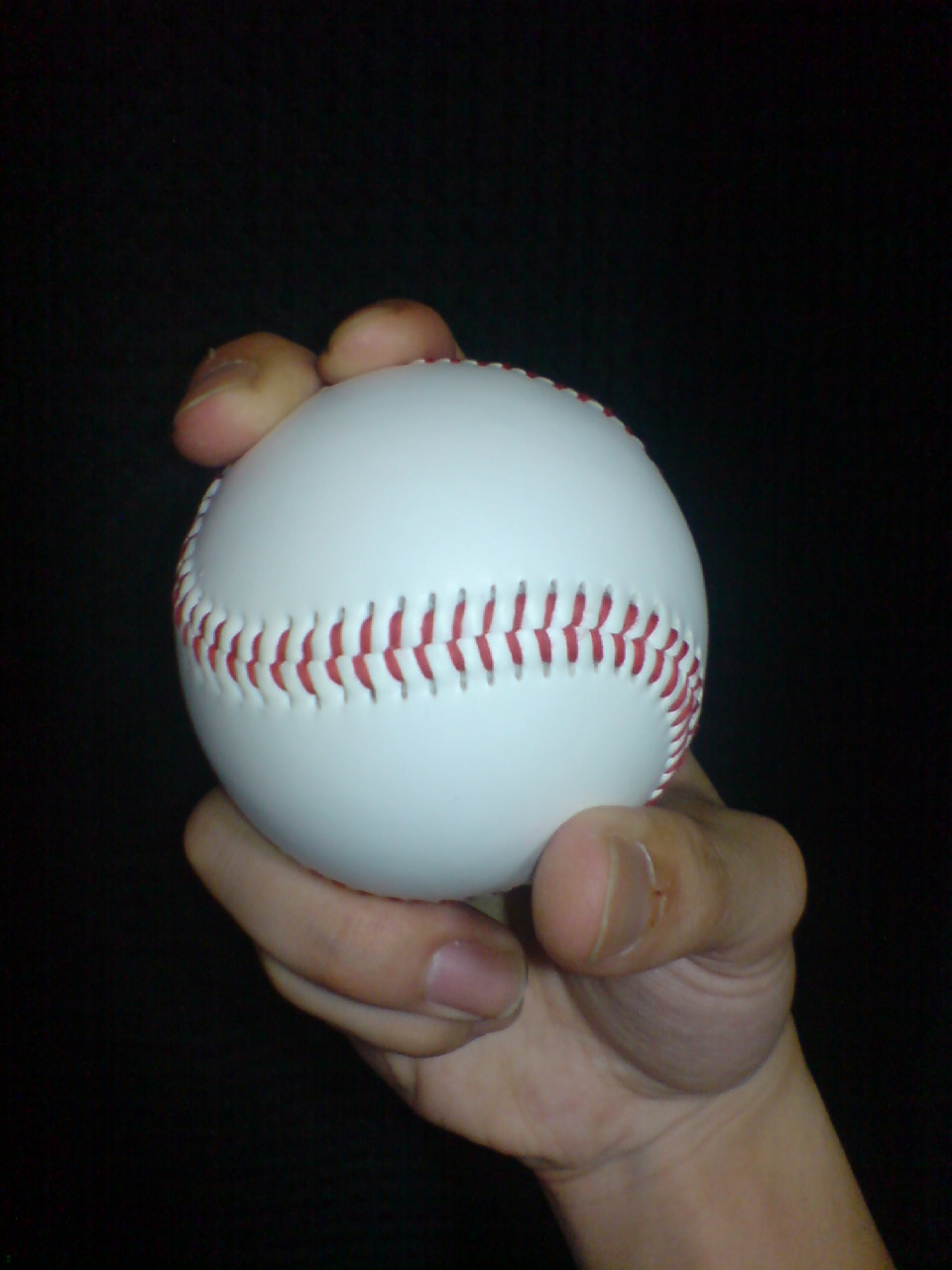
컷 패스트볼의 공 쥐는 법

컷 패스트볼(cut fastball)은 야구에서 투구의 구종 중 하나이며 간단히 커터(cutter)라 불리기도 한다. 비교적 역사가 짧은 구종 중 하나이다.

## 특징
커터는 속구의 하위 분류에 속하는 구질로서 일반 속구와 거의 다름없는 성질을 가졌다. 하지만 타자 앞에서 살짝 떨어지거나 우투수가 던졌을 때 좌타자 몸쪽으로 날카롭게 휘어들어가기 때문에 타자 입장에선 방망이에 공을 맞힐 수는 있어도 정확히 중심을 맞추기가 쉽지 않다. 즉 헛스윙을 유도하여 삼진을 잡기보다는 내야 땅볼을 유도하기에 좋다.
커터는 투구 궤적에서 좌타자 몸쪽으로 휘어지기 때문에 타자의 배트가 아주 잘 부러진다.
이 구질은 속구의 위력이 좋지 못한 투수에게는 무용지물이다. 속구에서 약간의 변화를 주는 것이 이 구질이기 때문이다. 그래서 강력한 속구를 던지는 투수들이 이 구질을 많이 사용한다. 일반적인 속구와 구속의 차이가 3 ~ 8km 정도고 휘는 정도도 심하지 않기 때문에 관중들은 판단하기 쉽지 않다.
구속을 좀 늦추는 대신 휘는 정도를 높이면 슬라이더가 된다.

## 그립법
그립법은 직구과 동일하지만 투구시 손을 틀지 않으며 중지에 힘을 가하거나 손목의 위치를 다르게 한다. 팔스윙은 직구와 일치하게 한다.

## 커터로 유명한 선수
커터로 유명한 투수로는 MLB 뉴욕 양키스의 마리아노 리베라, 보스턴 레드삭스의 존 레스터, LA 다저스의 마무리 켄리 젠슨,
KBO 리그 LG트윈스의 김용수, 두산 베어스의 김선우, 롯데 자이언츠의 마무리 손승락과 KIA 타이거즈에서 2009년에 용병으로 뛴 릭 구톰슨 등이 있다.